# Селецкая волость (Трубчевский уезд)
Селе́цкая волость — административно-территориальная единица в составе Трубчевского уезда.
Административный центр — село Селец.

## История
Волость образована в ходе реформы 1861 года; около 2/3 её территории составляли лесные массивы по левобережью Десны.
В мае 1924 года, с расформированием Трубчевского уезда, Селецкая волость также была упразднена, а её территория передана в Почепский уезд и включена в состав новообразованной Трубчевской волости.
Ныне территория бывшей Селецкой волости разделена между Трубчевским и Погарским районами Брянской области, а село Знобь-Трубчевская с прилегающими посёлками с 1926 года входит в состав Украины.

## Административное деление
В 1920 году в Селецкую волость входили следующие сельсоветы: Алешанский, Боршенский, Глыбоченский, Грязивецкий, Деменской, Емельяновский, Знобской (бывш. удельн.), Знобской (бывш. гос.), Исаевский, Кожуровский, Любецкий, Любовенский, Митинский, Петровский, Романовский, Сагутьевский, Селецкий (бывш. удельн.), Селецкий (бывш. гос.), Сосновский, Удолинский, Хотушский, Хотьяновский.